# KrOs V–VI
KrOs V–VI паротяг, що використовувався на приватних і державних залізницях Австро-Угорської імперії.

## Історія
Для залізниці Краків-Верхня Сілезія берлінська фабрика Borsig виготовила 2 паротяги (1847). Залізницю реорганізували 1850 в Ц.к. Східну Державну (нім. k.k. Östlichen Staatsbahn (ÖStB)), де паротягам присвоїли назви PODGÓRZE і RZESZÓW.
1858 залізницю реприватизували і ділянки залізниці увійшли до нових залізниць - Північної імені імператора Фердинанда (KFNB) і Галицької імені Карла Людвіга (CLB), на яку передали весь рухомий склад. Паротяги PODGÓRZE, RZESZÓW вивели з експлуатації 1863 через застарілу конструкцію.

### Технічні дані паротяга KrOs V–VI
|                            |                         |
| Розміри                    | Параметри               |
| Роки випуску               | 1847                    |
| Країна-виробник            | Австро-Угорська імперія |
| Завод-виробник             | Borsig, Берлін          |
| Ширина колії               | 1435 mm                 |
| Тип                        | 1B n2                   |
| Кількість циліндрів        | 2                       |
| Діаметр циліндрів          | 389 мм                  |
| Хід поршня                 | 562 мм                  |
| Діаметр рушійних коліс     | 1370 мм                 |
| Загальна колісна база      | 3189 мм                 |
| Тиск пари                  | 4,9 атм.                |
| Випаровуюча поверхня котла | 81,5 м²                 |
| Довжина труб котла         | 3984 мм                 |